# Плеконарил
Плеконарил (англ. Pleconaril), відомий також як Піковір (англ. Picovir) — синтетичний експериментальний противірусний препарат, який досліджується компанією «Schering-Plough» для лікування загострень бронхіальної астми та для лікування симптомів застуди у хворих, інфікованих пікорнавірусами. Плеконарил застосовується перорально або інтраназально, та є активним проти вірусів родини Picornaviridae, включаючи ентеровіруси і риновіруси. Він також продемонстрував корисну активність проти небезпечного ентеровірусу D68.

## Історія розробки
Плеконарил розроблений у лабораторії компанії «Sanofi-Aventis», а пізніше був ліцензований компанією «ViroPharma» у 1997 році. Компанія «ViroPharma» продовжила розробку препарату, і подала заявку на новий лікарський засіб до FDA в 2001 році. Заяву було відхилено через міркування щодо безпеки; і «ViroPharma» переліцензувала його компанії «Schering-Plough» у 2003 році. II фаза клінічних досліджень препарату була завершена в 2007 році. Інтраназальний спрей плеконарилу також пройшов II фазу клінічних досліджень для лікування симптомів застуди та ускладнень астми. Однак про результати дослідження ще не повідомлено.

## Механізм дії
У ентеровірусів плеконарил запобігає розкриттю РНК вірусу, а у риновірусів плеконарил запобігає прикріпленню вірусу до клітини-господаря. Риновіруси людини містять чотири структурні білки, названі VP1-VP4. Білки VP1, VP2 і VP3 являють собою 8 ланцюгових антипаралельних β-стовбурів. VP4 — це розширений поліпептидний ланцюг на внутрішній поверхні вірусного капсиду. Плеконарил зв'язується з гідрофобною кишенею в білку VP1. Показано, що плеконарил під час збирання вірусів асоціюється з вірусними частинками. Через нековалентну гідрофобну взаємодію сполуки можуть зв'язуватися з гідрофобною кишенею. До складу кишені для зв'язування препарату VP1 входять амінокислоти в положеннях Tyr 152 і Val191.

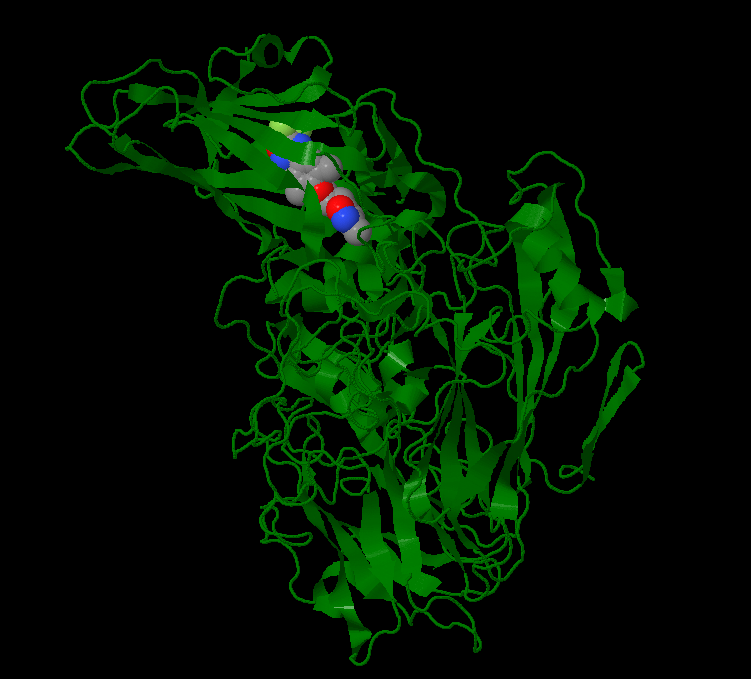
Це зображення, створене в JMOL, демонструє бета-версії та альфа-спіралі риновірусу людини. Молекула, вбудована в гідрофобну кишеню білка VP1 — плеконарил

У вірусів Коксакі ефективність плеконарилу корелює з чутливістю CVB3 до амінокислоти в положенні 1092 у гідрофобній кишені. Амінокислота 1092 знаходиться в безпосередній близькості до центрального кільця капсидних зв'язувачів. Зв'язування плеконарилу в гідрофобній кишені створює конформаційні зміни, що підвищує жорсткість віріону та зменшує здатність віріонів взаємодіяти з рецептором. Препарат зв'язується з метилізоксазоловим кільцем поблизу вхідної кишені в VP1, 3-фторметилоксадіазоловим кільцем на кінці кишені та фенільним кільцем у центрі кишені.

## Клінічні дослідження
Результати двох рандомізованих, подвійних сліпих, плацебо-контрольованих досліджень показали, що лікування плеконарилом може принести користь хворим із застудою, спричиненою пікорнавірусами. Учасниками досліджень були здорові дорослі особи з Канади та США, які самостійно діагностували в себе застуду протягом 24 годин після включення в дослідження. Учасникам випадковим чином давали плацебо або 2 таблетки по 200 мг тричі на день протягом 5 днів. Для підвищення всмоктуваності рекомендовано приймати препарат після їжі. Для моніторингу ефективності плеконарилу учасники реєстрували тяжкість своїх симптомів, і бралися зразки слизової оболонки носа під час реєстрації, на 3 день, 6 день і 18 день. У 2 дослідженнях брали участь загалом 2096 учасників і більше 90 % (1945) завершили дослідження. Найпоширенішою причиною того, що учасник не закінчив участь у дослідженні, були побічні явища. Лікування плеконарилом продемонструвало зменшення шмигання носом, порушення сну та застосування інших ліків від застуди.
Інше дослідження показало, що понад 87 % ізолятів вірусу в клітинній культурі пригнічуються плеконарилом. Варіанти вірусу були виявлені у 0,7 % групи плацебо та 10,7 % групи плеконарилу. З 2 ізолятів суб'єкт із групи плацебо мав стійкий вірус у культурі клітин до плеконарилу. Інший штам був чутливий до препарату. Група плеконарилу мала 21 штам вірусу, який залишався чутливим. Штами резистентності виявлені у 7 хворих з групи плеконарилу.
Дослідження ІІ фази, у якому використовувався інтраназальний препарат плеконарилу, не продемонструвало статистично значущого результату для жодної з двох основних кінцевих точок ефективності, відсотка учасників із застудою з позитивним результатом ПЛР на риновіруси та відсотку учасників із загостреннями астми разом із позитивною ПЛР на риновірус.

## Резистентність вірусів
У риновірусах людини мутації амінокислот у положеннях 152 і 191 знижують ефективність плеконарилу. Стійкі риновіруси мають фенілаланін у позиції 152 і лейцин у позиції 191. Дослідження in vitro показали, що може виникнути стійкість до плеконарилу. Частота резистентності дикого типу до плеконарилу становила приблизно 5×10−5. Штам «Nancy» вірусу Коксакі B3(CVB3) та інші мутанти містять амінокислотні заміни в положенні 1092 Ile 1092->Leu 1092 або Ile1092->Metу VP1. Мутація Ile->Leu викликає повну стійкість до плеконарилу. Дослідження показало, що стійкість вірусів Коксакі до плеконарилу можна подолати заміщенням центральної фенільної групи. Метильні та бромні заміни призвели до підвищення активності плеконарилу щодо чутливих і резистентних штамів. Було показано, що заміни амінокислот у гідрофобній кишені та рецепторному зв'язувальному регіоні білків вірусного капсиду впливають на чутливість противірусних препаратів, що зв'язуються з капсидом.

## Побічні ефекти
У 2002 році FDA відхилило реєстрацію плеконарили через наявність побічних ефектів. Найчастішими побічними ефектами препарату були легкий або помірний головний біль, діарея та нудота. У частини жінки спостерігалися кров'янисті виділення між менструаціями. Про порушення менструального циклу повідомили 3,5 % із 320 жінок, які отримували плеконарил і використовували оральні контрацептиви, і жодна з 291 жінки, яка отримувала плацебо. Під час клінічного випробування дві жінки завагітніли через те, що препарат перешкоджав гормональному контролю народжуваності шляхом активації ферментів цитохрому P-450. Інші хворі описували появу болісного риніту.